# Età preletteraria latina
Con l'espressione età preletteraria latina si indica comunemente quella fase della storia della letteratura latina che va dalla fondazione di Roma all'avvento della fase letteraria propriamente detta, il cui inizio suole essere identificato con la rappresentazione nel 240 a.C. del primo dramma teatrale scritto in lingua latina, per opera di Livio Andronico.
Durante tale periodo, cui corrispondono l'età regia e la prima età repubblicana, Roma, il cui nucleo originario era formato da abitanti di stirpe latina, ebbe modo di accogliere le influenze provenienti dagli altri popoli della penisola italica con cui ebbe contatti, quali gli Etruschi, i Sabini, gli Osci (da cui appresero le atellanae fabulae) e i coloni della Magna Grecia. Poté dunque svilupparsi una fiorente produzione di testi a prevalente carattere orale, privi di finalità letteraria.

## Contesto storico e caratteristiche letterarie

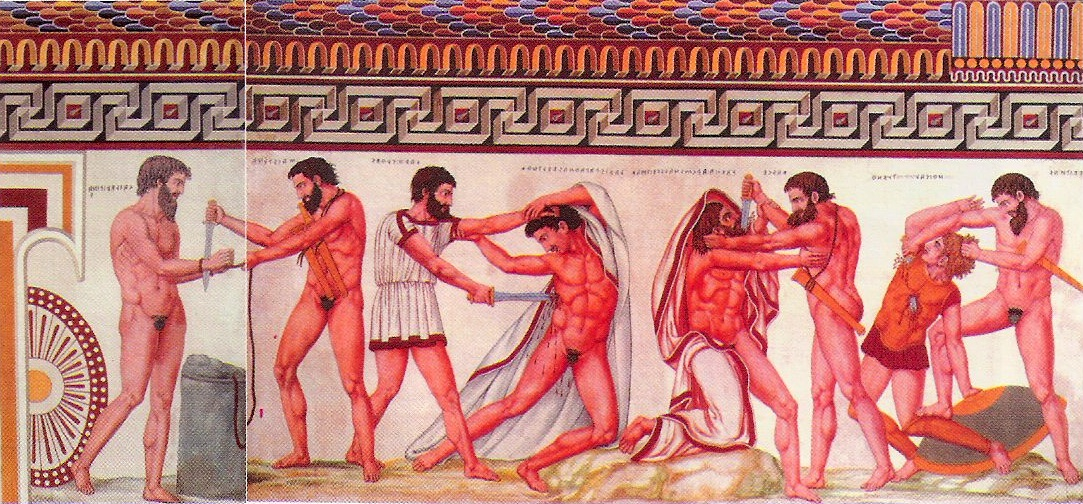
Affresco dalla Tomba François di Vulci raffigurante la liberazione di Macstarna, poi sesto re di Roma con il nome di Servio Tullio, da parte di Celio Vibenna. Si tratta del periodo etrusco dei Tarquini a Roma.

Il periodo delle origini del teatro e della letteratura latina comprende convenzionalmente l'intervallo di tempo che va dalla fondazione di Roma, tradizionalmente fissata al 21 aprile del 753 a.C., fino al termine della prima guerra punica, con la quale ottenne il controllo della Sicilia. Nel 240 a.C. Livio Andronico, liberto di stirpe greca, fece rappresentare la prima vera opera teatrale della latinità.
Il motivo principale secondo cui la letteratura latina nacque solo cinquecento anni dopo la fondazione della città risiederebbe nel fatto che Roma rimase per molti secoli un piccolo Stato agricolo, fondato su di un'aristocrazia di piccoli proprietari terrieri in una società altamente militarizzata. Le continue guerre per il dominio di nuovi territori mal si conciliavano, infatti, con lo sviluppo della fantasia e di una creatività letteraria. Inoltre, il fatto che, sotto i Tarquini, Roma abbia avuto un periodo di relativo splendore ed espansione economico-commerciale, proprio perché erano sovrani etruschi, non favorì di certo una cultura latina originale.
La letteratura latina poté, pertanto, nascere solo quando Roma espanse il suo dominio sulla penisola italica, intorno al III secolo a.C. inglobandone la cultura locale dei popoli stanziatesi sia di origine indoeuropea sia di origine non indoeuropea. Inoltre avendo annesso molte città della Magna Grecia, furono inglobate insieme alla loro cultura ellenistica (vedi guerre pirriche). In effetti, le forme della letteratura latina sono per la maggior parte derivate da quella greca. Ciò non significa che la letteratura latina non riuscì, con il tempo, ad affermare una sua propria originalità, certamente partendo da una prima fase di imitazione di quanto i Greci erano riusciti a costruire in secoli della loro storia.
Vero è anche che la letteratura latina fu influenzata non solo dai Greci del sud della penisola italica, ma anche dagli Etruschi (a nord), che dominarono Roma per almeno un secolo. Questi ultimi, infatti, influenzarono enormemente la civiltà latina, soprattutto nella concezione religiosa, ossessionati com'erano dal pensiero della morte, dall'oltretomba, immaginato con caratteri assai spaventosi, oltreché dall'arte degli aruspici e degli auguri. Un episodio curioso viene raccontato da Floro, secondo il quale, il re Tarquinio Prisco:
(Floro, Epitoma de Tito Livio bellorum omnium annorum DCC, I, 5.3-5.)

## Lingua e primi documenti linguistici
La lingua latina, appartenente al ceppo occidentale delle lingue indoeuropee, nacque come parlata regionale del Latium, ma si estese poi alle terre sotto il dominio di Roma, arricchendosi tramite gli influssi italici, etruschi e greci. L'alfabeto latino, che iniziò a diffondersi attorno al VII secolo, come testimoniano le iscrizioni ritrovate su alcuni oggetti di uso quotidiano o su lastre di pietra, fu infatti derivato da quello greco di Cuma tramite la mediazione degli Etruschi; la scrittura, inizialmente da destra verso sinistra, assunse gradualmente andamento bustrofedico per poi divenire definitivamente orientata da sinistra verso destra.
Tra VII e VI secolo a.C., sotto il regno dei Tarquini, la diffusione della scrittura conobbe un forte impulso; Roma tuttavia rimase fino alla fine dell'età regia sostanzialmente bilingue, con la coesistenza della lingua etrusca accanto al latino. È attestata, attorno al IV secolo a.C., la presenza nell'Urbe di scribae professionisti, al servizio dei magistrati incaricati dell'amministrazione statale; contemporaneamente, la lingua latina era adoperata per scopi di natura giuridica o sacrale, seppure non esistesse una reale cultura letteraria.
Caratteristica di tale lingua, ancora instabile sul piano della grafia, era la sintassi semplice ed elementare, prevalentemente paratattica. L'origine dei vocaboli, talvolta derivati direttamente dalle lingue dei popoli limitrofi, era quella rurale e agreste; solo nel III secolo a.C., tramite il contatto con la letteratura e la filosofia greca, il latino poté acquisire un vocabolario tecnico e concettuale più ampio e complesso.
(Ettore Paratore, Storia della letteratura latina, 1962)
Nella Roma arcaica del VII secolo a.C. era già diffusa la scrittura, sia per uso privato che pubblico: a testimoniarlo sono i rari documenti epigrafici rinvenuti, scritti in maniera poco chiara con caratteri alfabetici di derivazione greca, a conferma dell'influenza che ebbero le città della Magna Grecia sulla cultura romana. Di questo periodo è fibula Praenestina, che reca un'iscrizione da destra a sinistra in caratteri grecizzanti.
Esempi dei primi documenti linguistici latini sono l'iscrizione bustrofedica del lapis niger, scoperto nel Foro romano nel 1899; l'iscrizione del vaso di Dueno, scoperto nel 1880 e risalente al VI secolo a.C.; il lapis Satricanus, una pietra proveniente dall'antica città di Satricum (Lazio meridionale) che riporta una dedica di un dono votivo Mamartei, "a Marte".
Più recenti sono la coppa di Civita Castellana (V-IV secolo a.C.) e la Cista Ficoroni (IV-III secolo a.C.), che riportano iscrizioni facilmente decifrabili rispetto a quelle più arcaiche.

### Verso saturnio
Il verso saturnio era una struttura ritmica utilizzata nei carmina di tutta l'età preletteraria; ne sono giunti ad oggi circa centocinquanta esempi piuttosto vari, che non permettono di affermare se si trattasse di un verso quantitativo, come risulta probabile, o di un verso qualitativo. Altrettanto dibattuta resta l'origine di tale metro: è tradizionalmente considerato di origine locale, ma in età giulio claudia si iniziò a pensare che potesse essere stato derivato dai metri lirici del teatro greco. Ecco come Varrone definisce il verso saturnio, ad illustrare un passo di Ennio:
(Marco Terenzio Varrone, De lingua latina, VII, 36)

## Produzione di documenti letterari
Si tratta di una serie di testi latini arcaici, orali e scritti, rinvenuti per via epigrafica su vari supporti, oppure tramandati per via letteraria, che risalgono a un'epoca compresa tra gli inizi documentati della lingua latina e la fine del III secolo a.C.. I documenti letterari di questo lungo periodo possono essere, poi, suddivisi in documenti ufficiali (in prevalenza di natura religiosa) e documenti privati (tra cui le iscrizioni funebri).
Si tratta di testi di vario genere, alcuni definibili "protoletterari", altri di carattere puramente occasionale, non facenti parte delle prime opere della letteratura latina, la cui nascita coinciderebbe con le prime opere scritte di Livio Andronico (metà del III secolo a.C.). I testi latini arcaici propriamente detti testimoniano in modo più o meno fedele le fasi linguistiche più arcaiche del latino. L'arco cronologico di queste attestazioni non si spinge oltre il 240 a.C., ritenuta solitamente la data approssimativa dell'inizio della letteratura latina.

### Forme orali

#### Carmina
Il carmen era una forma in versi, in bilico tra poesia e prosa, caratterizzata da ripetizioni foniche, utilizzata presso i Romani per accompagnare un rito in tono solenne e dal carattere propiziatorio, augurale come il Carmen Saliare e il Carmen Arvale.
(Marco Terenzio Varrone, De lingua latina, VI, 21)
In latino il termine Carmen va spesso a indicare generi diversi dalla poesia, come i responsi profetici, le formule magiche o di incantesimo. Pertanto i poeti che definivano la propria poesia carmen potevano voler indicare una connessione con un ambito magico-sacrale. Perfino le sentenze delle leggi delle XII tavole furono definite carmina.

##### Carminareligiosi
Venivano trasmessi oralmente di generazione in generazione. Di questa produzione, che doveva costituire un patrimonio assai consistente, conosciamo soltanto alcuni testi che sono stati messi per iscritto in età molto più tarda rispetto alla loro origine. Essi sono documenti preziosi di cerimonie e riti più antichi e s'inquadrano in una concezione pragmatica, utilitaristica e formalistica della religione. Essi si dividono in Carmen Saliare, Carmen Arvale e Carmen Lustrale.
Si trattava di canti liturgici tradizionali degli Arvali (Fratres Arvales), un antico collegio sacerdotale romano oppure dei sacerdoti Salii (conosciuti anche come i "sacerdoti saltellanti"). I riti erano imperniati attorno alle figure degli dèi Cerere (Arvales) Marte e Quirino (Salii). Consistevano in alcune processioni durante le quali i sacerdoti, eseguivano le loro danze sacre e cantavano i vari Carmina arvale o saliare. I Salii ad esempio, eseguivano il loro canto danzando e percuotendo i loro undici scudi sacri ripetendo:
(frammenti 1 e 2 Morel)
Risulta invece meglio conservato un canto arvale, databile al 218 a.C.:
(CIL VI, 32388.)
Il carmen lustrale invece era un carme preletterario latino consistente in una preghiera rituale del culto privato rivolta al dio Marte, dove il pater familias rivolgeva alla divinità questa preghiera per ottenerne, in cambio, la protezione e la purificazione (lustratio) degli arva, i campi coltivati, dalle forze e dagli spiriti maligni. Sovente la recitazione del carmen era accompagnata dal sacrificio dei suovetaurilia, un rito a carattere apotropaico tipico delle popolazioni indoeuropee.
per le occasioni
Nell'ambito della produzione pre-letteraria latina, svolgono un ruolo di fondamentale importanza, soprattutto per la successiva produzione teatrale, i fescennini versus, composizioni poetiche che venivano recitate in particolari momenti dell'anno legati all'attività contadina e che riproducevano alterchi fra due o più personaggi. Ricchi di insulti e contenuti osceni e volgari, i fescennini versus-come molte delle espressioni popolari arcaiche (ad esempio le, forse più famose, falloforie)- avevano una forte valenza apotropaica e si legavano indissolubilmente alla realtà rurale che caratterizzava l'età delle origini.
Carmina convivalia venivano poi chiamati quei canti, in versi saturni, che venivano intonati durante i banchetti di famiglie aristocratiche per celebrare le glorie degli antenati della gens oppure i carmina triumphalia, che venivano improvvisati dai soldati, per inneggiare al trionfo del loro comandante vittorioso. Il carmen Nelei (Carme di Néleo), composizione drammatica, era un'anonima opera letteraria latina di età arcaica, di cui restano pochi frammenti. Si trattava di un carmina convivalia, testo di argomento prevalentemente epico o leggendario che veniva recitato durante i banchetti presso le case delle più prestigiose famiglie romane, di cui abbiamo notizia, assieme al Carmen Priami. A differenza del Carmen Priami (che narrava della presa di Troia, collegandosi alle leggendarie origini di Roma), però, il Carmen Nelei non era composto di versi saturni, ma di senari giambici. Non è possibile stabilire con sicurezza quando l'opera fu scritta, probabilmente tra il III e il II secolo a.C., tuttavia essa testimonia l'esistenza di una materia epica a Roma anche nella fase preletteraria.

#### Teatrodell'improvvisazione

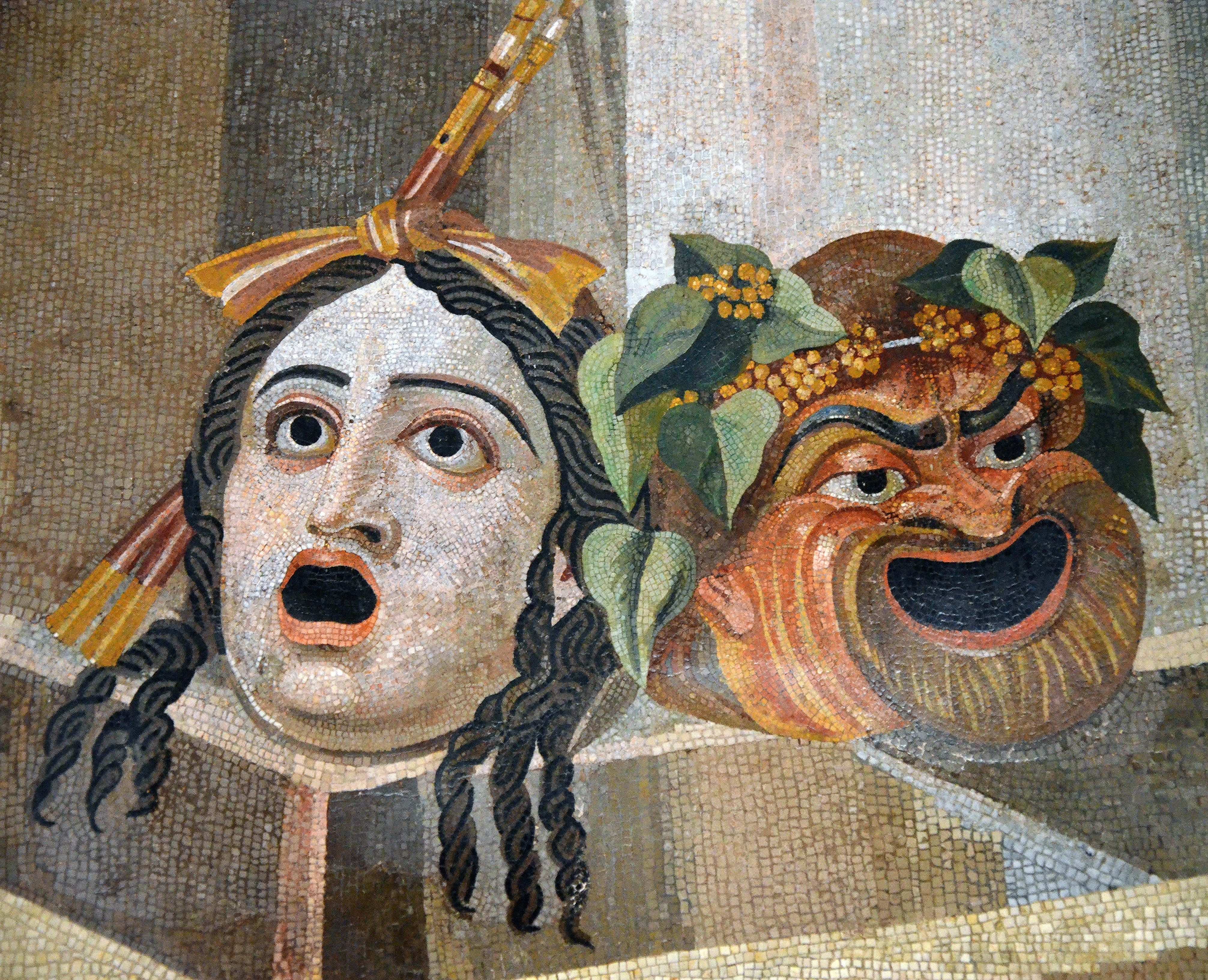
Mosaico romano raffigurante le maschere tragica e comica (Roma, Musei Capitolini)

Nel mondo greco-italico si assiste alla fioritura di spettacoli teatrali fin dal VI secolo a.C. nei quali prevale l'aspetto buffonesco. In Magna Grecia e Sicilia dalla fine del V al III secolo a.C. si diffonde la farsa fliacica, commedia popolare, in gran parte improvvisata in cui gli attori-mimi erano provvisti di costumi e maschere caricaturali. Fissata in forma letteraria da Rintone di Siracusa, tutto quello che ne è rimasto sono le raffigurazioni su vasi, ritrovate nei pressi di Taranto, il cui studio ha permesso solo una parziale ricostruzione del genere.
Fin dall'epoca di Romolo si celebravano giochi in onore del dio Conso (Consualia) e corse di cavalli (Equirria), celebrati due volte all'anno nel Campo Marzio. Tarquinio Prisco riorganizzò quelli che sarebbero stati i ludi romani o magni, facendoli diventare la festa più importante della città, che cadeva attorno alla metà di settembre.
Nel 364 a.C., durante i ludi romani fu introdotta per la prima volta nel programma della festa una forma di teatro originale, costituita da una successione di scenette farsesche, contrasti, parodie, canti e danze, chiamati fescennina licentia.
Durante i fescennini si svolgevano canti travestimenti e danze buffonesche. Il genere, di derivazione etrusca, non ebbe mai una vera e propria evoluzione teatrale, ma contribuì alla nascita di una drammaturgia latina.
Tito Livio, in Ab Urbe condita libri, racconta come in quell'anno i romani, non riuscendo a debellare una pestilenza, decisero di inserire, per placare l'ira divina, anche ludi scenici, per i quali fecero venire appositamente dei ludiones (cioè artisti e danzatori), dall'Etruria. Queste manifestazioni, per lo più considerate come bassi divertimenti popolari, subirono la severità dei legislatori dell'epoca. Il carattere licenzioso e gli attacchi a personalità di spicco dell'epoca incorsero nello sfavore delle autorità, che misero dei limiti a queste rappresentazioni, con leggi austere a difesa dei costumi romani e persino la proibizione di posti a sedere nei teatri.
Atellana
L'atellana, farsa popolaresca di origine osca, proveniente dalla città campana di Atella, fu importata a Roma nel 391 a.C.: prevedeva maschere ed era caratterizzata dall'improvvisazione degli attori su un canovaccio. Era uno spettacolo in cui gli attori interpretavano i solit quattro ruoli fissi, improvvisando su un intreccio di base (trica): il vecchio stupido (Pappus), lo scimunito (Maccus), il cialtrone (Bucco), il gobbo furbo (Dossennus). Le atellane ebbero molto successo a Roma, esercitando un'influenza notevole sulla successiva produzione teatrale.
Farsa fliacica
La farsa fliacica fu un genere drammatico comico sviluppatosi nelle colonie doriche della Magna Grecia in età ellenistica, tra il IV e il III secolo a.C., e che influenzò la nascita del teatro latino. Il nome deriva dal greco φλύακες (fliaci), che indicava gli attori o mimi che inscenavano tali rappresentazioni. Questi, probabilmente, recitavano su un palcoscenico e non nell'orchestra, vestiti di maschere grottesche od oscene provviste di imbottiture che rendevano ridicole le figure.
Fescennini
I versi fascennini, tipicamente popolari, erano la più antica forma di arte drammatica presso i Romani. Di derivazione etrusca, non ebbero mai una vera e propria evoluzione teatrale, ma contribuirono alla nascita di una drammaturgia latina. Orazio ne parla:
(Epistulae II, 1, 145-146)
Secondo il grammatico Festo, il termine "fescennini" avrebbe due diverse origini. Secondo la prima, esso deriverebbe dalla città di Fescennium, al confine fra Etruria e Lazio, dove si svolgevano feste agresti per il raccolto ed era radicato l'uso di festeggiare per l'abbondanza del raccolto scambiandosi dei versi in forma sboccata e licenziosa, come ringraziamento alla divinità fallica.
Per la seconda, invece, il nome avrebbe origine da fascinum, che significa al tempo stesso "malocchio" e "membro virile", in riferimento alle maledizioni che venivano lanciate sui carri (che trasportavano l'uva) degli altri agricoltori durante la vendemmia. Per altri ancora, il termine avrebbe un senso marcatamente fallico, essendo un sinonimo di veretrum. Questo genere letterario sarebbe quindi il risultato o dell'influenza etrusca nella cultura romana o il tentativo di esorcizzare il forte timore che i romani avevano per il malocchio scherzando su di esso ed irridendolo con il fallo.
Satura drammatica
Lo spirito farsesco dei fescennini e delle rappresentazioni di musica e danza etrusche generò la prima forma drammaturgica latina di cui abbiamo notizia: la satura. "Satura quidem tota nostra est" (Institutio oratoria, X, 1.93), diceva con orgoglio Quintiliano nel I secolo: rispetto ad altri generi importati, la satira (letteralmente miscuglio) è totalmente romana.
Questo genere consisteva in una rappresentazione teatrale mista di danze, musica e recitazione. Ennio la eleva in seguito a genere letterario; successivamente coltivò il genere anche Pacuvio. Con Lucilio la satura cambia destinazione, assumendo la caratteristica di critica della società o dei potenti dell'epoca, aprendo la strada a Varrone Reatino e Orazio, che svilupperanno il genere "satirico" in una forma indipendente ed esclusivamente letteraria.

#### Laudationes funebres
La laudatio funebris (lett. lode funebre) era l'orazione che veniva pronunciata presso i romani in memoria di un defunto, durante la cerimonia funebre. Il rito del funerale prevedeva più fasi, tra cui una processione durante la quale i familiari del defunto esponevano le imagines dei loro antenati, mentre donne appositamente pagate intonavano i lamenti funebri, detti neniae. Vi era quindi la laudatio, recitata normalmente da parte del figlio del defunto o di un suo parente, che esaltava anche la gens di partenenza.

### Forme scritte

#### Iscrizioni

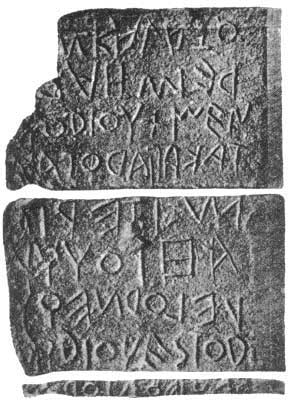
L'iscrizione bustrofedica del Lapis niger.

La più famosa iscrizione del periodo rimane quella del lapis niger nel Foro romano a Roma, su un cippo mutilo a forma piramidale in un alfabeto latino arcaico, cioè con i caratteri alfabetici di derivazione greco-etrusca, con andamento bustrofedico (alternativamente, da sinistra a destra e da destra a sinistra, come si muovono i buoi quando arano il campo):
(Una delle possibili trascrizioni)
Si tratta di una prescrizione di carattere religioso, forse un divieto di passaggio sul luogo, pena altrimenti la consacrazione agli dèi inferi (SAKROS ESED, vi si legge, cioè SACER SIT); probabilmente esisteva nel sito un antico sepolcro incluso ormai nell'abitato, che non doveva essere profanato per nessun motivo. Fino alla dimostrazione dell'autenticità della Fibula prenestina, questa è sembrata essere la più antica iscrizione latina mai rinvenuta, risultando di ardua comprensione. La dedica al re (RECEI, un dativo) sembra riferirsi a un vero e proprio monarca, e non al rex sacrorum che dopo il 509 ne prese in consegna le funzioni religiose.

#### Leggi delle XII Tavole
Le Leggi delle XII tavole (Duodecim tabularum leges), che Tito Livio definì la fonte di ogni diritto pubblico e privato; redatte da una commissione di dieci magistrati (i Decemviri legibus scribundis) nel biennio 451-450 a.C., rappresentano il primo documento di prosa organizzata del periodo delle origini. Rappresentano la prima redazione scritta di leggi nella storia di Roma. Si racconta che i decemviri, prima di comporle, studiarono attentamente la legislazione greca, forse delle vicine città della Magna Grecia. Sotto l'aspetto della storia del diritto romano, le Tavole si considerano le più antiche fonti insieme ai mores ed alla lex regia. Secondo la versione tradizionale, tramandata dagli storici antichi, la creazione di un codice di leggi scritte sarebbe stata voluta dai plebei nel quadro delle lotte tra patrizi e plebei che si ebbero all'inizio dell'epoca repubblicana. In particolare, i plebei chiedevano un'attenuazione delle leggi contro i debitori insolventi e leggi scritte che limitassero l'arbitrio dei patrizi nell'amministrazione della giustizia. In quell'epoca, infatti, l'interpretazione del diritto era affidata al collegio sacerdotale dei pontefici, che era di esclusiva composizione patrizia. Esse furono considerate dai romani come fonte di tutto il diritto pubblico e privato (fons omnis publici privatique iuris). Secondo lo storico Ettore Pais i redattori non introdussero grandi novità, ma si sarebbero limitati a redigere per iscritto gli antichi mores.

#### Lex regia
Delle leggi regie (leges regiae), raccolte da Sextus Papirius nello Ius civile Papirianum, sono rimasti pochi frammenti riportati da giuristi posteriori a Papirio.

#### Trattati

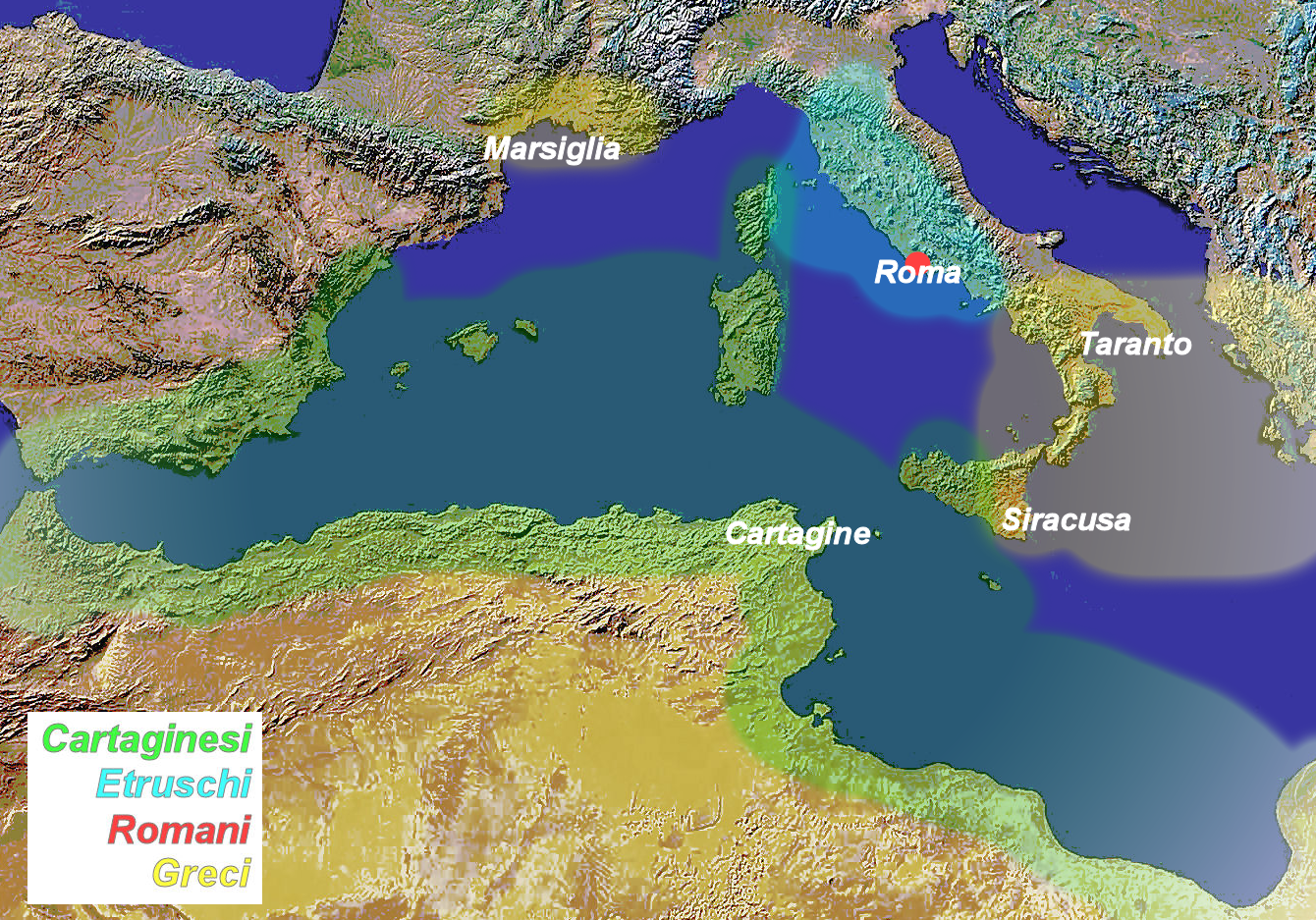
Principali aree di influenza nel Mediterraneo Occidentale nel 509 a.C. Roma controlla un territorio di pochi chilometri oltre le mura

Sin dagli albori, Roma si trovò in conflitto con la confederazione dei Latini. Sconfitta inizialmente Alba Longa, sottomise via via tutte le città confederate, dominando alla fine l'intero Lazio, e sottoscrivendo una serie di trattati di alleanza con le popolazioni con cui veniva a contatto (foedera). Tra i primi e più importanti trattati siglati da Roma con le popolazioni "vicine", vale la pena ricordare il Foedus Cassianum. Questo trattato di pace stipulato tra Romani e Latini, che rimase in vigore fino al 338 a.C., fu conseguenza dello scontro tra le due parti, conclusosi con la battaglia presso il lago Regillo, di fatto l'ultimo tentativo di Tarquinio il Superbo (e quindi della componente etrusca che a lui faceva riferimento) di rientrare nell'Urbe. Sebbene i Romani prevalsero sul campo, con il trattato Roma riconosceva alle città latine la loro autonomia ma si riservava il supremo comando in caso di guerra. L'alleanza aveva, perciò, uno scopo prettamente difensivo, in vista delle incombenti minacce degli Equi, dei Volsci e degli Aurunci.
Altri importanti trattati furono quelli conclusi tra Roma e Cartagine fin dal 509 a.C., due città-stato che ebbero la necessità di regolare le reciproche convenienze, le rispettive zone di influenza.
Per secoli le due città operarono fianco a fianco e perfino da alleate. Gli interessi economici e le metodologie di espansione erano infatti simmetrici.
- Roma non guardava al mare perché impegnata prima a difendersi dai vicini Sabelli, Etruschi, Galli e Greci e poi a sottometterli;
- Cartagine, senza un vero esercito cittadino e bloccata in Sicilia dai Greci nelle più lunghe guerre della antichità classica, le guerre greco-puniche, appariva indecisa sulla sua politica espansiva; il partito aristocratico tendeva a estendere il potere della città nelle terre circonvicine, il partito commerciale era più portato allo sfruttamento di rotte ed empori.

Questa simmetria non sarebbe bastata per fermare le ostilità ma con la stipula (e l'osservanza) di quattro principali trattati, le relazioni fra Roma e Cartagine seguirono per secoli una rotta di reciproca tolleranza.

#### Annales maximi
Gli Annales Maximi o Annales Pontificis Maximi erano una raccolta di annales pontificum, in seguito raccolta e pubblicata in 80 libri dal pontifex maximus Mucio Scevola nel 130 a.C. Gli annales pontificum erano antichi archivi pubblici della città di Roma che trattavano dei fatti più rilevanti accaduti anno per anno. Il pontefice massimo era l'autorità che metteva per iscritto gli avvenimenti di ogni anno, esponendoli al popolo su una tavola bianca (tabula dealbata) presso la sua dimora, in modo che tutti potessero prenderne visione. Su questa tavola bianca venivano annotati in genere i fatti più salienti della vita sociale e politica della città di Roma.

#### Fasti

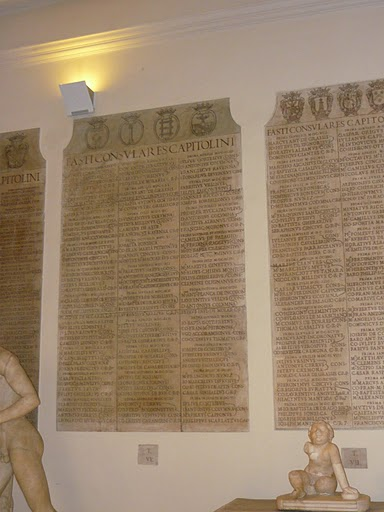
I Fasti consulares conservati nel Palazzo dei Conservatori, nella sala della lupa in Campidoglio.

I pontefici redassero un calendario civile, i fasti, di fondamentale importanza per i romani: in esso venivano segnati i giorni fasti, cioè quelli in cui era possibile dedicarsi alle attività pubbliche, e i giorni nefasti, in cui ciò non era lecito per motivi di natura religiosa.
Nei fasti consulares erano trascritti gli elenchi di fatti storici rilevanti, appuntati annualmente dai consoli in carica. Su di essi venivano registrati tutti i fatti e gli avvenimenti ritenuti importanti per la storia di Roma durante l'anno consolare, compresa l'elezione di nuovi magistrati. I consoli erano tenuti a tenere queste scritture ed a presentarle di anno in anno al senato.
I fasti triumphales erano invece un elenco annuale dei trionfi effettuati dai magistrati nell'antica Roma. Contenevano l'elenco dei generali vittoriosi dalla fondazione di Roma fino al principato di Augusto. Sono conservati in una più ampia iscrizione presso i Musei Capitolini a Roma.
Successivamente il collegio dei pontefici pubblicò gli annales, documenti esposti sulla tabula dealbata (tavola bianca) presso la sede del pontefice e del rex sacrorum, la Regia; gli annales pontificum, che riportavano le notizie dei fatti più importanti accaduti giorno per giorno, furono distrutti nel 390 a.C., in occasione dell'incendio di Roma compiuto dai galli.
I commentarii, invece, venivano redatti dai più importanti magistrati (consoli, questori e censori), che in questo modo registravano le principali azioni e i provvedimenti presi durante la loro magistratura. Similmente, i diversi collegi sacerdotali redigevano i libri pontificum, i libri augurum ed i libri saliorum.

#### Elogia
Gli Elogia erano dei testi elogiativi, spesso in versi saturni, scritti sulle tombe dei defunti, del tutto simili a una laudatio funebris ma più brevi. Contenevano brevi informazioni sulla carriera politica e sulle origini familiari del defunto. Essi venivano usati per lodare le imprese del defunto. I più antichi da noi conosciuti sono quelli della famiglia degli Scipioni trovati nel loro sepolcro sulla Via Appia.
Il testo dell'elogium di Scipione Barbato è il seguente:
(CIL VI, 1285.)

## Autore del periodo: Appio Claudio Cieco
Unico autore di questo periodo pre-letterario sembra sia stato il grande uomo politico degli inizi del III secolo a.C., Appio Claudio Cieco, del quale ci è giunta una raccolta di Sententiae, in versi saturni, precetti e massime a carattere moraleggiante e filosofeggiante, particolarmente apprezzate dal filosofo greco Panezio, nel II secolo a.C. Secondo un'informazione fornita da Cicerone, Appio Claudio avrebbe risentito dell'influenza della dottrina pitagorica, mentre risulta oggi più probabile che le sue massime siano da collegarsi ai versi sentenziosi della contemporanea commedia nuova greca. Nell'opera, di cui ci sono giunti esclusivamente tre frammenti, Appio Claudio sviluppava argomenti vari di carattere sapienziale; particolarmente importante risulta la risoluzione che egli propose per alcuni problemi dell'ortografia latina, quali l'applicazione del rotacismo, ovvero la trasformazione della "s" intervocalica in "r", e l'abolizione dell'uso della "z" per indicare la "s" sonora. Risulta probabile che l'intera opera fosse scritta in versi saturni, come due dei tre frammenti di cui disponiamo:
(Frammento 1 Morel; trad. di G. Pontiggia.)
(Frammento 2 Morel; trad. di G. Pontiggia.)
Il terzo frammento ci è giunto per tradizione indiretta tramite lo Pseudo Sallustio, e risulta dunque alterato rispetto alla sua forma originale:
(Frammento 3 Morel; trad. di G. Pontiggia.)